# Juergen Sommer
Juergen Sommer, né le 27 février 1969 à New York, est un ancien footballeur américain d'origine allemande, qui a évolué au poste de gardien de but. Il devient le premier gardien de but américain à évoluer en Premier League, lorsqu'il signe aux Queens Park Rangers en 1995. Il est actuellement l'entraîneur des gardiens de but des États-Unis.
Sommer commence sa carrière à l'université de l'Indiana où il devient rapidement le gardien titulaire en 1987. Après avoir été nommé Collegiate Goalkeeper of the Year en 1990, il quitte l'Indiana et signe à Luton Town Football Club qui évolue en deuxième division anglaise en 1991.
Sommer joue pour les Queens Park Rangers, Luton Town et Torquay lors des sept années suivantes. En 1998, il revient à la maison et signe aux Columbus Crew en Major League Soccer en remplacement de Brad Friedel qui a signé à Liverpool l'année précédente. Juergen est titulaire lors des deux premières saisons et après deux importantes blessures au genou, il signe aux New England Revolution. Après une autre blessure qui le met sur le flanc et avec l'émergence de Adin Brown, qui lui prend la place de titulaire, il se retire des terrains en 2002.
Durant sa carrière, Sommer a glané dix sélections avec les États-Unis et participe aux Coupes du monde 1994 et 1998. Bien qu'il soit considéré par beaucoup d'observateurs comme un gardien solide, les présences successives de Tony Meola, Brad Friedel et Kasey Keller ont grandement réduit ses chances de poursuivre en équipe nationale.